# Treasure Island (film 1918)
Treasure Island è un film muto del 1918 diretto da Chester M. Franklin e Sidney Franklin.
È il quarto in una serie di sei film, che i due registi realizzarono per la Fox Film Corporation, in cui i ruoli principali (talora anche quelli di adulti) sono interpretati da attori bambini. I film della serie sono nell'ordine: Jack and the Beanstalk (1917), Aladino e la lampada magica (1917), The Babes in the Woods(1917), L'isola del tesoro (1918), Fan Fan (1918) e Alì Babà e i suoi 40 ladri (1918).
Protagonisti di questa versione di Treasure Island (e di tutti gli altri film della serie, ad eccezione dell'ultimo) sono i piccoli Francis Carpenter e Virginia Lee Corbin, affiancati da un gruppo di attori bambini di talento, che qui include Violet Radcliffe, Buddy Messinger, Gertrude Messinger, Lewis Sargent, Lloyd Perl e altri.

## Trama
La locanda della signora Hawkins che si affaccia sul mare, viene un giorno invasa da un gruppo di marinai che vengono alle mani alla ricerca di una mappa misteriosa, appartenuta a Flint, un famoso pirata. Nella bolgia generale, Jim, il figlio della signora Hawkins, riesce a impadronirsi della mappa, portandola via con sé in fuga verso la casa dello Squire Trelawney, il padre di Louise, una sua piccola amica. Mentre lo squire studia la strana pianta, il ragazzo si addormenta, mettendosi a sognare.

## Produzione
Il film fu prodotto dalla Fox Film Corporation.
Nessuna copia è disponibile oggi, si presume che il film sia perduto.

## Distribuzione
Il film ebbe la sua prima a Los Angeles il 23 dicembre 1917. Distribuito dalla Fox Film Corporation, il film uscì nelle sale cinematografiche statunitensi il 27 gennaio 1918.